# Centro de Ciências e Planetário do Pará
O Centro de Ciências e Planetário do Pará — Sebastião Sodré da Gama, mais conhecido como Planetário do Pará, é um museu de ciência  vinculado à Universidade do Estado do Pará (UEPA), localizado na cidade de Belém, no Pará. Foi o primeiro do tipo da região norte do Brasil, fundado em 30 em setembro de 1999.
Foi construído principalmente com a finalidade de extensão acadêmica, para criar possibilidades de melhorias do ensino e aprendizagem de ciências, principalmente da astronomia aos estudantes da capital paraense. O Planetário do Pará gera e difunde ciência, educação e cultura, sendo também um polo de turismo e lazer a nível municipal e regional.
Em 2012, o Planetário mudou a configuração que tinha, ou seja, um dos seus espaços chamado de " Espaço Ciência e Educação", no qual era desenvolvido atividades continuas com o público escolar com foco na astronomia, passa a ser reestruturado e transformado em Centro de Ciências com espaços definidos nas ciências naturais, mudando desta forma o campo de atuação.
Seu nome homenageia o cientista paraense Sebastião Sodré da Gama (1883 – 1951), diretor do Observatório Nacional do Rio de Janeiro de 1929 até sua morte.
Em 2017 esteve entre os cinco mais visitados museus da região norte.

## Características
Conta com uma cúpula de projeção de planetário (planetário ótico mecânico Zeiss modelo ZKP-3) com capacidade para 100 pessoas e ambientes interativo-expositivos de astronomia e geologia, física, química, matemática, evolução (incluindo exemplares de fósseis do Pará e de outras regiões) e biodiversidade, além de realizar exposições temporárias.
Em maio de 2017 inaugurou a exposição permanente "bioculturalidade", a partir da colaboração com o Herbário Profa. Dra. Marlene Freitas da Silva da mesma universidade, com o objetivo de divulgar a etnobiologia, a etnobotânica e a relação da espécie humana com o ambiente natural.
Até 2017 tinha uma biblioteca aberta à população, mas que foi desativada em 2018. Seu auditório permite a realização de reuniões, eventos e encontros para a equipe do Planetário e comunidade(se agendado) .